# Login (association)
Pour les articles homonymes, voir Login.
Login formation professionnelle SA (qui s’écrit login formation professionnelle SA) est une partenaire de formation pour les professions du domaine de la mobilité dont le siège principal se trouve à Olten. 
Elle organise des apprentissages professionnels, des stages et des formations continues pour les CFF, le BLS, les Chemins de fer rhétiques (RhB), l’Union des transports publics (UTP) et quelque 70 autres entreprises.
Les entreprises partenaires de login mettent à disposition le nombre adéquat de places d’apprentissage (environ 900 par an), entre lesquelles les apprenti·e·s'effectuent des rotations à intervalles réguliers (chaque semestre) en fonction de la profession à laquelle ils se destinent.
login emploie près de 150 collaboratrices et collaborateurs ainsi que 2100 apprenti·e·s qui préparent leurs diplômes reconnus au niveau fédéral dans plus de 25 professions différentes.

## Historique

ancien logo de login

Fondée le 21 septembre 2001 en tant qu’association, login formation professionnelle est opérationnelle depuis le 1er janvier 2002. Elle a acquis le statut de société anonyme en 2014, avec les CFF, le BLS, les RhB et l’Union des transports publics (UTP) comme organisations responsables. Les CFF détiennent environ 70% des actions, tandis que le BLS, les RhB et l’UTP participent chacun à hauteur de 10%,.
En tant que partenaire de formation des CFF, du BLS, des RhB, de l’Union des transports publics (UTP) et d’environ 70 autres entreprises actives dans la mobilité, login organise des apprentissages professionnels et des stages en phase avec le marché. Dans ce cadre, login formation professionnelle SA assure le recrutement des apprenti·e·s, de la procédure de candidature à la conclusion du contrat d’apprentissage, ainsi que leur formation et leur prise en charge pendant toute la durée de leur apprentissage. Le siège de login se situe à Olten et l’entreprise emploie au total 150 personnes,,.     
login a réuni près de 70 entreprises partenaires (état en 2023), parmi lesquelles des entreprises du secteur aérien comme Swissport, Swiss, SR Technics ou Edelweiss.

## Formation de base
Les formations portent sur des professions commerciales, techniques et manuelles dans les domaines suivants: construction de voies ferrées, informatique, logistique, construction de voies de communication et nettoyage de bâtiments,,.
Chaque année, plus de 2100 apprenti·e·s se forment chez login pour obtenir leurs diplômes reconnus au niveau fédéral dans plus de 25 domaines professionnels. 
La formation de base dans les domaines de la technique et de la construction de voies ferrées s’effectue dans onze centres de formation login répartis dans toute la Suisse. Six de ces centres sont dédiés à la technique et cinq à la construction de voies ferrées. Au sein de treize « Junior Stations », les apprenti·e·s gestionnaires du commerce de détail gèrent une gare de manière autonome et assument la responsabilité de l’exploitation dans sa globalité. 
La qualité de la formation est certifiée ISO 9001:2015 et ISO 21001:2018. En 2023, login a reçu le prix national de la formation et, pour la cinquième fois consécutive, la distinction «Great Start!» de Great Place to Work. 